# 高坂卓至
高坂 卓至（こうさか たかし、昭和6年（1931年）3月3日 - 平成19年（2007年））は、昭和から平成時代の日本の洋画家。

## 経歴
昭和6年（1931年）富山県新湊市庄西町（現・射水市）に生まれる。金沢美術工芸大学美術科卒業、宮本三郎、高光一也に師事。1951年金沢現代美術展知事賞。1954年、東京都公立中学校教諭となる。1979年、東京銀座の日動画廊で開催の「第2回現代裸婦展」にて出品、準大賞を受賞。翌年、同画廊にて海をモチーフとする作品発表。1981年モスクワ、レニングラード、キエフを訪れ滞欧作品を制作する。1982年故郷の新湊市中央文化会館にて個展開催。1988年、高岡市美術館にて異色作家シリーズ特別展「高坂卓至展」開催。2007年没。どの会派にも属せず、ひたすら画業に励む裸婦と海の画家。

## 作品
- 「日本海」[1]
- 「海」
- 「裸婦」第16回日動展
- 「夜・夜想」
- 「昼・山間」
- 「親不知」（海景）
- 「湖畔」

## 書籍
- 『高坂卓至展』日動画廊, 1980[2]
- 『高坂卓至展:裸婦と海の叙情特別展異色作家シリーズ』高岡市立美術館,1988